# روبرت وليامز (سياسي)
روبرت وليامز (بالإنجليزية: Robert Williams)‏ هو محامي وسياسي أمريكي، ولد في 12 يوليو 1773 في مقاطعة برينس إدورد في الولايات المتحدة، وتوفي في 27 مايو 1821 في مقاطعة أواتشيتا في الولايات المتحدة. حزبياً، نشط في الحزب الجمهوري الديمقراطي. وقد انتخب عضو مجلس نواب كارولينا الشمالية وانتخب عضو مجلس النواب الأمريكي.